# عشق أباد (محمدية أردكان)
عشق أباد (بالفارسية: عشق‌آباد) هي قرية تقع في إيران في قسم محمدیة الريفي.